# Collins (Georgia)
Collins è una città degli Stati Uniti d'America, situata in Georgia, nella Contea di Tattnall.